# Pedagogika porównawcza
Pedagogika porównawcza – oddzielna dyscyplina naukowa zajmująca się porównywaniem i ocenianiem efektów zastosowania różnych systemów wychowawczych w różnych krajach oraz różnych epokach. Bazuje na historii wychowania, na naukach z zakresu organizacji i zarządzania oświatą, statystyce, ekonomii.

## Stadia rozwoju
1. stadium relacji podróżników (od starożytności do XIV w.)
2. stadium zapożyczeń (XV–XVI do początków XX w.) – bezkrytyczne zapożyczanie wzorów obcych i zaszczepianie ich. Twórca pedagogiki porównawczej – M.A. Jullien de Paris (XVIII–XIX w.) – podróżował i opisywał systemy edukacyjne różnych krajów.
3. stadium międzynarodowej współpracy (20 lecie międzywojenne – do dziś)
4. stadium sił i czynników pojawiło się po II wojnie światowej, w niektórych krajach trwa do chwili obecnej (położenie geograficzne kraju, sytuacja ekonomiczna ustrój)
5. stadium problemowe (od 10–15 lat), np. skąd się bierze agresja u młodocianych przestępców.

## Koncepcje metodologiczne pedagogiki porównawczej i jej główni przedstawiciele
- Marc-Antoine Jullien de Paris – jego koncepcja miała na celu podniesienie poziomu szkolnictwa francuskiego poprzez wykorzystywanie najlepszych wzorów, jakie występowały w innych krajach z zakresu teorii i praktyki pedagogicznej. Uważał, że wychowanie można by poznać na podstawie faktów i obserwacji.
- Pedro Rossello (Hiszpan), zm. 1970 – pedagogika porównawcza ma stanowić instrument porozumiewania międzynarodowego, badania miały objąć cały świat, a ich rezultatem miało być wykrycie prądów w obrębie wychowania. Utworzył dwie stosowane do dziś zasady interpretujące powstawanie prądów w zakresie wychowania:

1. życie społeczne i szkoła wzajemnie na siebie oddziałują
2. fakty oświatowe pozostają wobec siebie w stosunku wzajemnej zależności

- Michael Sadler: w badaniach porównawczych należy wnikać w  siłę duchową narodów. Wysunął dwie ciągle aktualne tezy:

1. to, co się dzieje poza szkołą znaczy więcej niż to, co się dzieje w szkole
2. praktyczna korzyść z badań porównawczych zagranicznych systemów oświaty polega na tym, że zaczynamy lepiej rozumieć nasz własny system oświatowy

- Izaak Kandel uważał, że badania porównawcze należy prowadzić różnymi metodami:

1. opis
2. metoda statystyczna
3. analiza tradycji oświatowych pełny obraz badań porównawczych
4. analiza kultury kraju
5. analiza społeczno-ekonomiczna

- Nikolas Hans: należy dokonać analizy historycznej sił, które miały wpływ na oświatę. Są trzy grupy sił kształtujących oświatę:

1. siły naturalne (środowisko geograficzne, ekonomiczne, rasa, język)
2. siły religijne (chrześcijaństwo, islam, hinduizm)
3. czynniki świeckie (humanizm, socjalizm, nacjonalizm)

- Fridrich Schneider, Franz Hilker stworzyli listę czynników mających wpływ na rozwój oświaty w poszczególnych krajach. Naród jest zwarty jednością duchowa, pedagogika zaś jest uzewnętrznieniem charakteru narodowego
- George Bereday (Zygmunt Fijałkowski): aby prowadzić skuteczne badania porównawcze należy stworzyć metodologię prowadzenia tych badań:

1. należy wybrać jedno zjawisko
2. gromadzić i porządkować dane dotyczące problemu
3. dokonać interpretacji z wykorzystaniem wiedzy z innych dyscyplin naukowych
4. sformułować hipotezy
5. dokonać weryfikacji hipotez

- Brian Holmes – jego zdaniem pedagogika porównawcza jest środkiem do planowego rozwoju reformy i polityki oświatowej; służy ustaleniu zasad, układów czy praw, które pomagają w wyjaśnieniu funkcjonowania systemów oświatowych. By osiągnąć te cele zaleca wybór metody problemowej, dzięki której będzie można tworzyć teorie i ułatwić formułowanie predykacji (relacja łącząca dwa elementy w odpowiedniej konfiguracji strukturalnej) – w tym przypadku wyników możliwych wariantów polityki oświatowej. W opracowaniu metody problemowej Holmes sięgnął do analizy myślenia refleksyjnego Johna Deweya. Analiza ta jest wyrażona w następującej sekwencji:

1. Niejasność lub problem,
2. Hipoteza lub sformułowanie rozwiązania,
3. Intelektualizacja problemu (lub analiza problemu),
4. Analiza kontekstu,
5. Logiczna dedukcja konsekwencji,
6. Praktyczna weryfikacja.

Holmes przyczynił się do wzbogacenia metodologii badań porównawczych w pedagogice – jego celem było „unaukowienie” pedagogiki porównawczej, tak by mogła nie tylko pomagać w rozwiązywaniu problemów ale również przyczynić się do tworzenia teorii szkoły.